# توم إي. داهل
توم إي. داهل (بالإنجليزية: Tom E. Dahl)‏ هو مهندس الصوت أمريكي، ولد في القرن العشرين.

## وصلات خارجية
- توم إي. داهل على موقع IMDb (الإنجليزية)
- توم إي. داهل على موقع قاعدة بيانات الفيلم (الإنجليزية)